# Liste der Träger des Eichenlaubs mit Schwertern und Brillanten zum Ritterkreuz des Eisernen Kreuzes

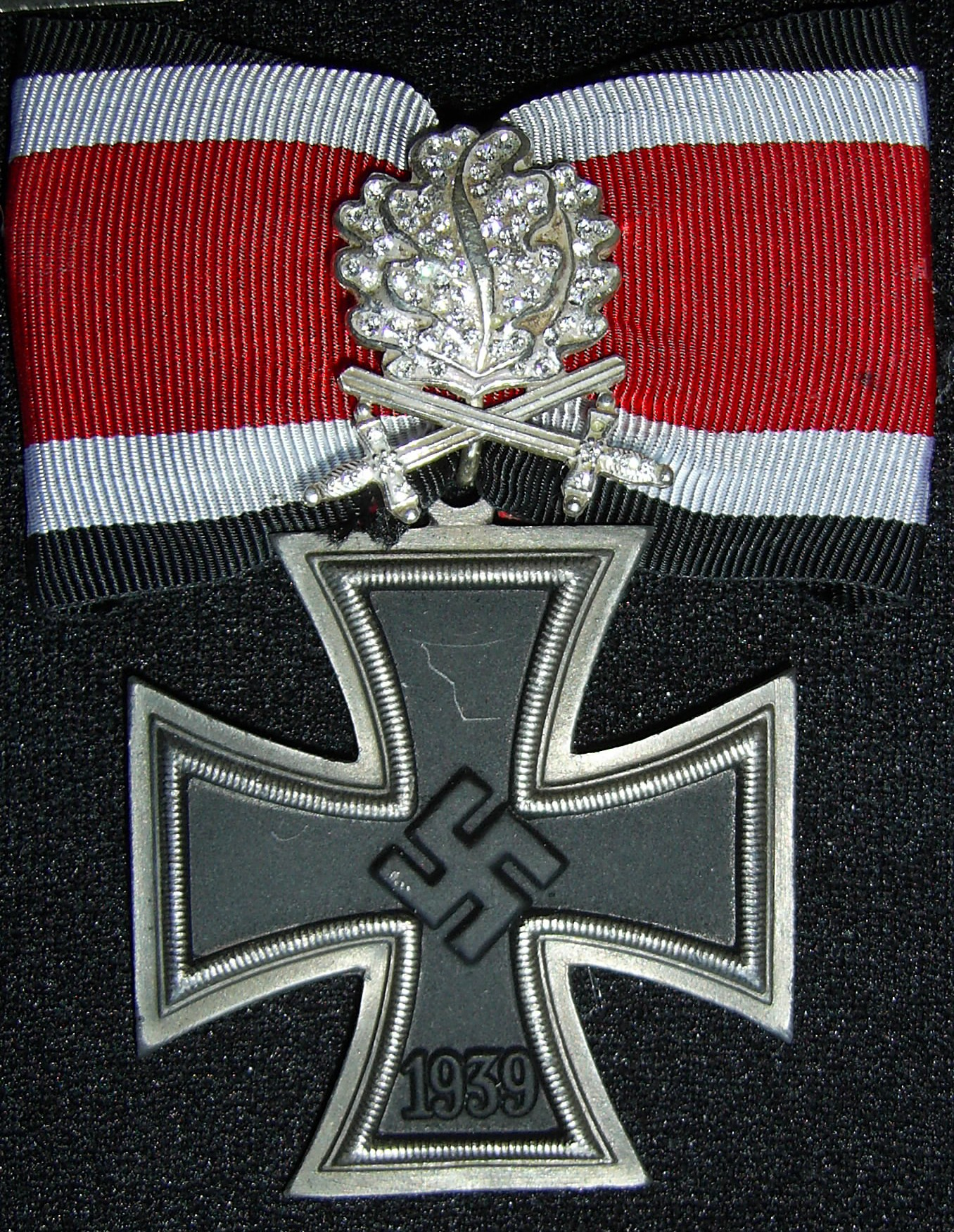
Eichenlaub mit Schwertern und Brillanten zum Ritterkreuz des Eisernen Kreuzes

Die nachfolgende Aufstellung zeigt alle 27 Träger des Eichenlaubs mit Schwertern und Brillanten zum Ritterkreuz des Eisernen Kreuzes. Danach erhielten es zwölf Angehörige der Luftwaffe, elf Heeresangehörige sowie je zwei von Kriegsmarine und Waffen-SS.
Mindestverleihungsvoraussetzung für das Eichenlaub mit Schwertern und Brillanten war die zuvorige Verleihung des Ritterkreuzes des Eisernen Kreuzes mit Eichenlaub und Schwertern. Das Überspringen einer Stufe war unzulässig. Im Zuge der Verleihung des Eichenlaubes mit Schwertern und Brillanten wurde daher nicht noch einmal das Ritterkreuz verliehen, sondern nur das Eichenlaub mit Schwertern und Brillanten, mit neuem Halsband in einer Schatulle sowie ein minderwertiges Zweitstück des Eichenlaubs mit Schwertern und Brillanten für den Fronteinsatz.

## Verleihungsübersicht

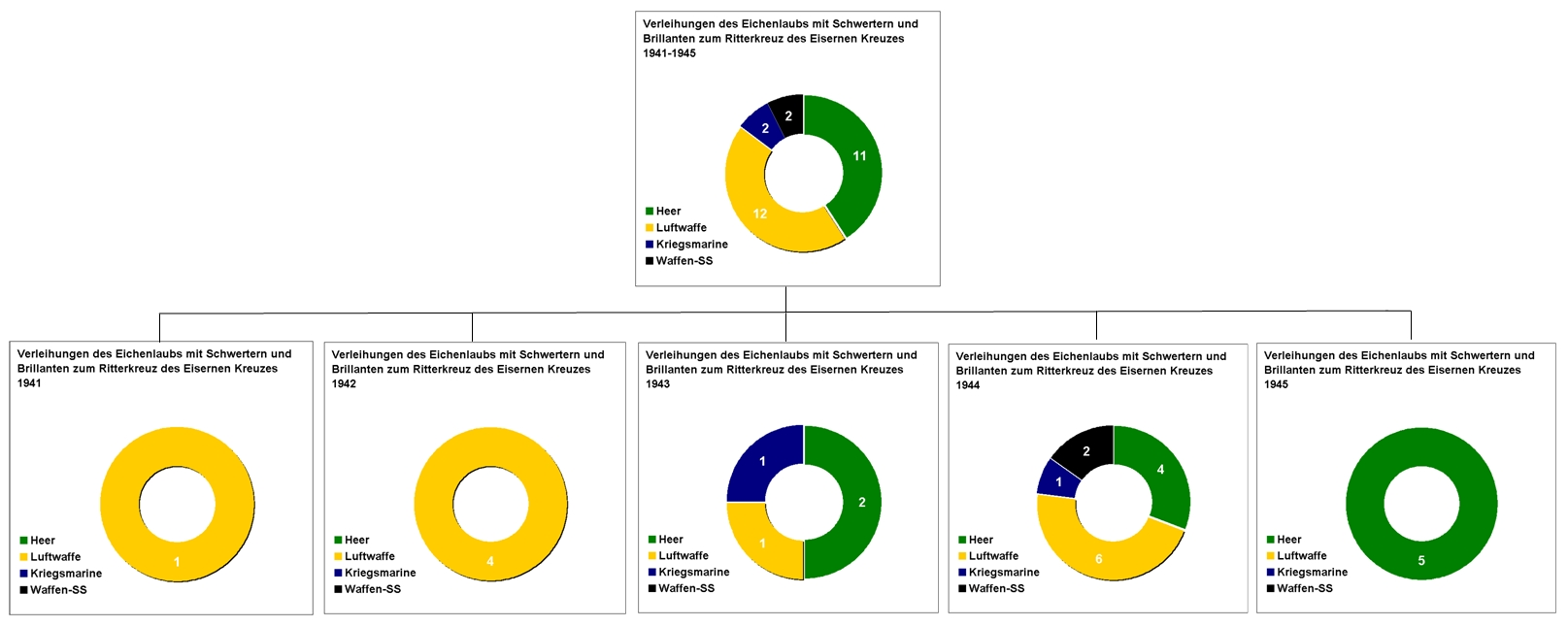
Verleihungsübersicht 1941–1945

In der Spalte Dienstgrad ist der jeweilige Dienstgrad zum Zeitpunkt der Verleihung genannt.
| Nr. | Name                     | Dienstgrad                                              | Truppengattung | Verleihungsdatum   | Bild          |
| --- | ------------------------ | ------------------------------------------------------- | -------------- | ------------------ | ------------- |
| 1.  | Werner Mölders           | Oberstleutnant                                          | Luftwaffe      | 15. Juli 1941      |               |
| 2.  | Adolf Galland            | Oberst                                                  | Luftwaffe      | 28. Januar 1942    |               |
| 3.  | Gordon M. Gollob         | Major                                                   | Luftwaffe      | 30. August 1942    |               |
| 4.  | Hans-Joachim Marseille   | Oberleutnant                                            | Luftwaffe      | 2. September 1942  |               |
| 5.  | Hermann Graf             | Oberleutnant der Reserve                                | Luftwaffe      | 16. September 1942 |               |
| 6.  | Erwin Rommel             | Generalfeldmarschall                                    | Heer           | 11. März 1943      |               |
| 7.  | Wolfgang Lüth            | Korvettenkapitän                                        | Kriegsmarine   | 11. August 1943    |               |
| 8.  | Walter Nowotny           | Hauptmann                                               | Luftwaffe      | 19. Oktober 1943   |               |
| 9.  | Adelbert Schulz          | Oberst                                                  | Heer           | 14. Dezember 1943  |               |
| 10. | Hans-Ulrich Rudel        | Major                                                   | Luftwaffe      | 29. März 1944      |               |
| 11. | Hyazinth Graf Strachwitz | Generalmajor                                            | Heer           | 15. April 1944     | rechte Person |
| 12. | Herbert Otto Gille       | SS-Gruppenführer und Generalleutnant der Waffen-SS      | Waffen-SS      | 19. April 1944     |               |
| 13. | Hans Hube                | Generaloberst                                           | Heer           | 20. April 1944     |               |
| 14. | Albert Kesselring        | Generalfeldmarschall                                    | Luftwaffe      | 19. Juli 1944      |               |
| 15. | Helmut Lent              | Oberstleutnant                                          | Luftwaffe      | 31. Juli 1944      |               |
| 16. | Sepp Dietrich            | SS-Oberst-Gruppenführer und Generaloberst der Waffen-SS | Waffen-SS      | 6. August 1944     |               |
| 17. | Walter Model             | Generalfeldmarschall                                    | Heer           | 17. August 1944    |               |
| 18. | Erich Hartmann           | Oberleutnant                                            | Luftwaffe      | 25. August 1944    |               |
| 19. | Hermann Balck            | General der Panzertruppe                                | Heer           | 31. August 1944    |               |
| 20. | Hermann-Bernhard Ramcke  | General der Fallschirmtruppe                            | Luftwaffe      | 19. September 1944 |               |
| 21. | Heinz-Wolfgang Schnaufer | Hauptmann                                               | Luftwaffe      | 16. Oktober 1944   |               |
| 22. | Albrecht Brandi          | Korvettenkapitän                                        | Kriegsmarine   | 24. November 1944  |               |
| 23. | Ferdinand Schörner       | Generaloberst                                           | Heer           | 1. Januar 1945     |               |
| 24. | Hasso von Manteuffel     | General der Panzertruppe                                | Heer           | 18. Februar 1945   |               |
| 25. | Theodor Tolsdorff        | Generalleutnant                                         | Heer           | 18. März 1945      | 3. v. R.      |
| 26. | Karl Mauss               | Generalleutnant                                         | Heer           | 15. April 1945     |               |
| 27. | Dietrich von Saucken     | General der Panzertruppe                                | Heer           | 8. Mai 1945        |               |